# Championnat d'Angleterre de football 1970-1971
Navigation
Édition précédente Édition suivante
La 72e édition du championnat d'Angleterre de football est remportée par  Arsenal FC. Le club londonien l’emporte de justesse devant Leeds United. L’écart avec le troisième est plus important, douze points séparent Leeds United de son suivant immédiat Tottenham Hotspur. Arsenal FC réalise le doublé en remportant la Cup.
Wolverhampton Wanderers et Southampton FC accompagnent ces deux clubs en Coupe d’Europe de l’UEFA. Chelsea FC termine cinquième, battu seulement à la différence de buts, mais cette déception est contrebalancée par sa victoire en finale de la Coupe d’Europe des vainqueurs de Coupe contre le Real Madrid. Le club londonien remet en jeu son titre l’année suivante, accompagné de Liverpool FC le finaliste de la Cup.
Le système de promotion/relégation reste en place : descente et montée automatique, sans matchs de barrage pour les deux derniers de première division et les deux premiers de deuxième division. À la fin de la saison Burnley FC et Blackpool FC, qui venait juste de monter, sont relégués en deuxième division. C’est la dernière apparition de Blackpool en première division.  Ils sont remplacés à ce niveau par Leicester City et Sheffield United.
L'attaquant anglais Tony Brown, de West Bromwich Albion, remporte le titre de meilleur buteur du championnat avec 28 réalisations. Jimmy Greaves met fin à sa carrière en fin de saison, il détient le record du nombre de buts marqués en championnat avec 357 buts inscrits en 516 rencontres.

## Les clubs de l'édition 1970-1971
| Club                                  | Ville               |
| ------------------------------------- | ------------------- |
| Arsenal Football Club                 | Londres             |
| Blackpool Football Club               | Blackpool           |
| Burnley Football Club                 | Burnley             |
| Chelsea Football Club                 | Londres             |
| Coventry City Football Club           | Coventry            |
| Crystal Palace Football Club          | Londres             |
| Derby County Football Club            | Derby               |
| Everton Football Club                 | Liverpool           |
| Huddersfield Town Football Club       | Huddersfield        |
| Ipswich Town Football Club            | Ipswich             |
| Leeds United Football Club            | Leeds               |
| Liverpool Football Club               | Liverpool           |
| Manchester City Football Club         | Manchester          |
| Manchester United Football Club       | Manchester          |
| Newcastle United Football Club        | Newcastle upon Tyne |
| Nottingham Forest Football Club       | Nottingham          |
| Southampton Football Club             | Southampton         |
| Stoke City Football Club              | Stoke-on-Trent      |
| Tottenham Hotspur Football Club       | Londres             |
| West Bromwich Albion Football Club    | Birmingham          |
| West Ham United Football Club         | Londres             |
| Wolverhampton Wanderers Football Club | Wolverhampton       |

## Classement
| Rang | Équipe                  | Pts | J  | G  | N  | P  | Bp | Bc | Diff |
| ---- | ----------------------- | --- | -- | -- | -- | -- | -- | -- | ---- |
| 1    | Arsenal                 | 65  | 42 | 29 | 7  | 6  | 71 | 29 | +42  |
| 2    | Leeds United            | 64  | 42 | 27 | 10 | 5  | 72 | 30 | +42  |
| 3    | Tottenham Hotspur       | 52  | 42 | 19 | 14 | 9  | 54 | 33 | +21  |
| 4    | Wolverhampton Wanderers | 52  | 42 | 22 | 8  | 12 | 64 | 54 | +10  |
| 5    | Liverpool               | 51  | 42 | 17 | 17 | 8  | 42 | 24 | +18  |
| 6    | Chelsea                 | 51  | 42 | 18 | 15 | 9  | 52 | 42 | +10  |
| 7    | Southampton             | 46  | 42 | 17 | 12 | 13 | 56 | 44 | +12  |
| 8    | Manchester United       | 43  | 42 | 16 | 11 | 15 | 65 | 66 | -1   |
| 9    | Derby County            | 42  | 42 | 16 | 10 | 16 | 56 | 54 | +2   |
| 10   | Coventry City           | 42  | 42 | 16 | 10 | 16 | 37 | 38 | -1   |
| 11   | Manchester City         | 41  | 42 | 12 | 17 | 13 | 47 | 42 | +5   |
| 12   | Newcastle United        | 41  | 42 | 14 | 13 | 15 | 44 | 46 | -2   |
| 13   | Stoke City              | 37  | 42 | 12 | 13 | 17 | 44 | 48 | -4   |
| 14   | Everton                 | 37  | 42 | 12 | 13 | 17 | 54 | 60 | -6   |
| 15   | Huddersfield Town       | 36  | 42 | 11 | 14 | 17 | 40 | 49 | -9   |
| 16   | Nottingham Forest       | 36  | 42 | 14 | 8  | 20 | 42 | 61 | -19  |
| 17   | West Bromwich Albion    | 35  | 42 | 10 | 15 | 17 | 58 | 75 | -17  |
| 18   | Crystal Palace          | 35  | 42 | 12 | 11 | 19 | 39 | 57 | -18  |
| 19   | Ipswich Town            | 34  | 42 | 12 | 10 | 20 | 42 | 48 | -6   |
| 20   | West Ham                | 34  | 42 | 10 | 14 | 18 | 47 | 60 | -13  |
| 21   | Burnley                 | 27  | 42 | 7  | 13 | 22 | 29 | 63 | -34  |
| 22   | Blackpool               | 23  | 42 | 4  | 15 | 23 | 34 | 66 | -32  |

|  | Champion d'Angleterre |
|  | Relégation            |

### Meilleur buteur
- Tony Brown, West Bromwich Albion, 28 buts[1].

## Bilan de la saison
| Tableau d'Honneur                          |                   |
| Compétition                                | Vainqueur         |
| Championnat d'Angleterre de football       | Arsenal FC        |
| Coupe d'Angleterre de football             | Arsenal FC        |
| Coupe de la Ligue d’Angleterre de football | Tottenham Hotspur |
| Charity Shield                             | Everton FC        |

| Promotions et relégations |                                 |
| Promus                    | Leicester City Sheffield United |
| Relégués                  | Burnley FC Blackpool FC         |